# Teschik-Tasch-Höhle
Koordinaten: 37° 58′ N, 67° 9′ O

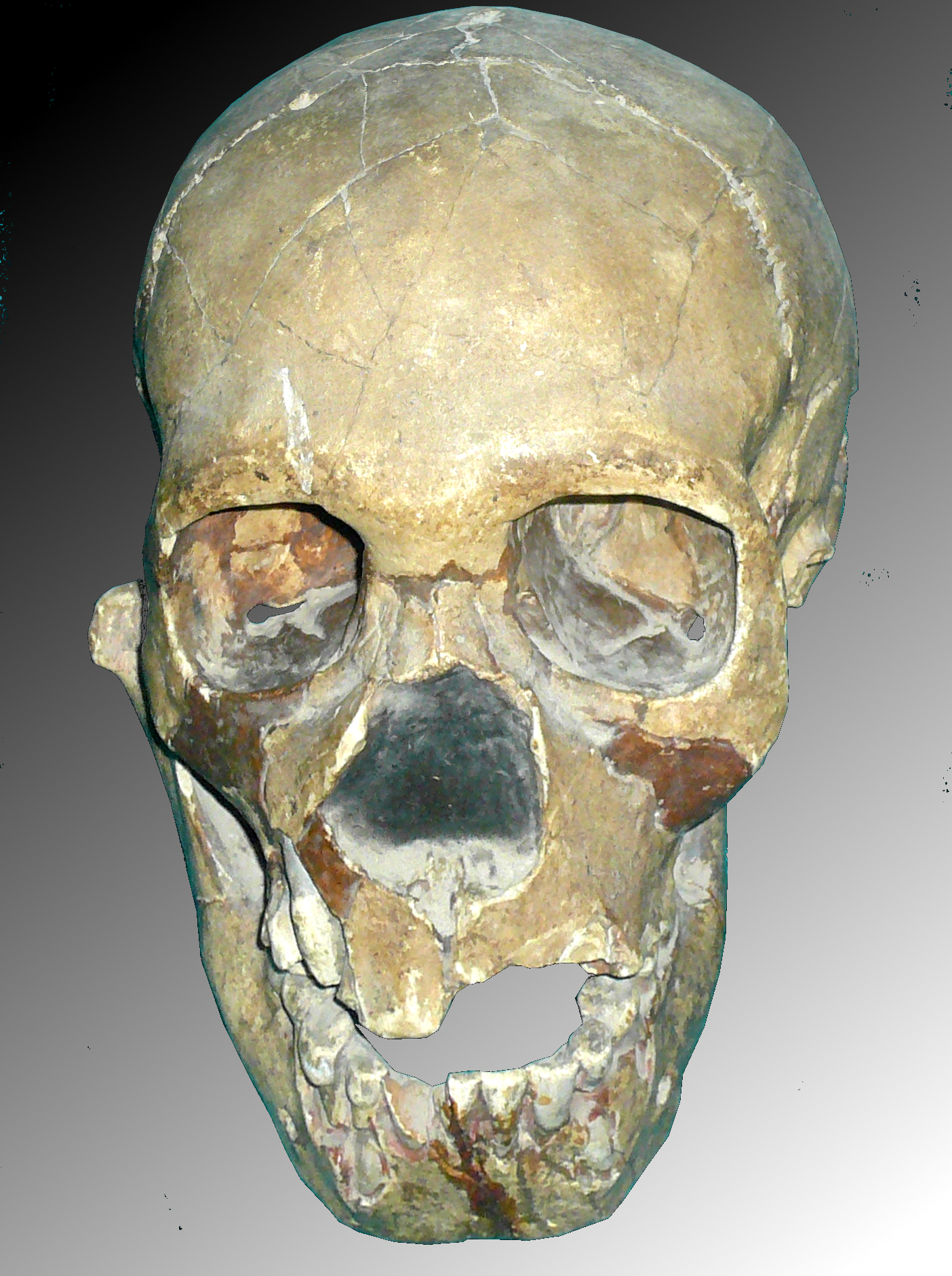
Schädel des Teschik-Tasch-Kindes

Die  Teschik-Tasch-Höhle (russisch Пещера Тешик-Таш, usbekisch Teshik-Tosh – Stein mit Loch) ist eine archäologische Fundstelle im Baisuntau-Gebirge, in der usbekischen Viloyat Surxondaryo.
Am 4. Juli 1938 fand der sowjetische Archäologe Alexei Okladnikow in Teschik-Tasch 70.000 Jahre alte Skelettreste eines acht- bis zehnjährigen Neandertaler-Kindes. In der Literatur meist als Junge von Teschik-Tasch bezeichnet, handelt es sich bei dem Teilskelett nach neueren Untersuchungen um die Überreste eines Mädchens. Die Skelettreste waren derart im Boden eingelagert, dass von einer absichtlichen Positionierung des Körpers in dieser Lage ausgegangen und von einer möglichen Bestattung gesprochen werden kann. Allerdings ist diese Interpretation umstritten.

## Lage
Die Teschik-Tasch-Höhle befindet sich 125 Kilometer südlich von Samarkand und 24 Kilometer in südlicher Richtung von der Stadt Baisun entfernt, im Baisuntau-Gebirge, dem südwestlichen Ausläufer des Hissargebirges auf einer Höhe von 1600 Meter über dem Meeresspiegel. Die Höhle liegt am Grund einer schmalen, nur 15 bis 20 Meter breiten, mit steilen 40 bis 50 Meter hohen, teilweise überhängenden Felswänden versehenen, Sautoloschsaja genannten Schlucht, die vom linken Ufer des Flusses Turgan-Darja ausgeht.

## Beschreibung
Der Höhleneingang ist nach Nordosten ausgerichtet. Die Teschik-Tasch-Höhle besteht aus einer am Eingang 20 Meter breiten und 7 Meter hohen Kammer, die sich 21 Meter in die Tiefe erstreckt.
Fünf getrennte Besiedlungsschichten und ein Dutzend Feuerstellen, einige davon mit Ansammlungen zerbrochener Knochen und Hörnern wilder Ziegen, Knochen anderer Tiere sowie Steinabschläge und andere Werkzeuge konnten in der Teschik-Tasch-Höhle gefunden werden. Im nordwestlichen Teil der Höhle, etwa 10 Meter vom Eingang entfernt, in der Nähe der westlichen Höhlenwand befanden sich die Skelettreste eines Kindes. Das durch das umgebende Sediment gelb gefärbte Teilskelett lag in der obersten von fünf Moustérien-Kulturschichten der Fundstelle, mit den Füßen zum Eingang der Höhle in einer flachen Grube.
Der Schädel war durch das Gewicht der darüber liegenden Sedimente zerquetscht. Er war trotzdem so gut erhalten, dass er aus den etwa 150 Stücken rekonstruiert werden konnte. Der Schädel zeigte die anatomische Merkmale der Neandertaler: Gesicht mit großem Nasenbereich, der Ansatz eines Brauenwulstes, eine fliehende Stirn, ein langer Gehirnschädel und ein niedriger Unterkiefer ohne vorspringendem Kinn. Das Gehirn hatte ein Volumen von etwa 1500 Kubikzentimeter.
Um den Schädel herum lagen mehrere postcraniale Knochen in nicht anatomischem Zusammenhang verstreut, ein Halswirbel, mehrere Rippen, der linke Oberarmknochen, die Schlüsselbeine, der rechte Oberschenkelknochen, das linke Schienbein und die beiden Wadenbeine. Die Enden von Oberarmknochen und Oberschenkelknochen waren abgenagt. Neben den Skelettteilen lag ein Koprolith; vielleicht durchwühlte ein Raubtier die Grabstätte, holte einige Knochen heraus und nagte sie an.
Das Auffälligste an dem Grab waren sechs Paare großer Knochenzapfen von Hörnern sibirischer Steinböcke, die mit der Spitze nach unten im Kreis um den Schädel angeordnet waren. Die Hörner waren teils ganz und zum Teil zerbrochen. Zwei waren noch an der Stirn des Schädels befestigt, drei oder vier Paare waren in der Grube von der Stirn getrennt worden. Alle Hörner steckten mit den Spitzen im Boden und waren in einer Richtung angeordnet – sie bildeten eine Art Zaun an der Spitze des Grabes und lagen in der gleichen Schicht sowie in der gleichen Tiefe wie der Schädel des Kindes. Neben dem Körper hatte für kurze Zeit ein Feuer gebrannt.

## Einordnung
Obwohl einiges darauf hindeutet, dass das Kind zusammen mit den Hörnern der Steinböcke in der Nähe einer Feuerstelle begraben wurde, bestehen Zweifel, ob die Hornpaare als Grabbau zu deuten sind. Insbesondere durch die Hinweise auf Störungen der Stätte durch Raubtiere, die eventuell daraus resultierende Tatsache, dass sich das Skelett nicht im anatomischen Verband befand und durch den fehlenden Nachweis einer eindeutigen Grabgrube bleibt Teschik-Tasch als Beispiel für Bestattungen der Neandertaler weiter umstritten.
Das Kind aus Teschik-Tasch war wohl mit den europäischen Neandertalern noch näher verwandt als die Frühmenschen aus Sibirien. Bis zur Entdeckung der Okladnikow-Höhle 2000 Kilometer weiter östlich markierte es die Ostgrenze des bekannten Verbreitungsgebiets der Neandertaler.
Der russische Archäologe Michail Gerassimow, Begründer der forensischen Plastik in der Archäologie, fertigte eine Skulptur inklusive der detailgetreuen Gesichtsrekonstruktion des Kindes von Teschik-Tasch an. Die Skulpturen werden im Museum für Anthropologie und Ethnographie Peter der Große (Kunstkammer) der Russischen Akademie der Wissenschaften in Sankt Petersburg gezeigt. Die Fossilfunde befinden sich im Museum für Anthropologie der Lomonossow-Universität in Moskau.